# Klaus Gasseleder
Klaus Gasseleder (* 1945 in Schweinfurt) ist ein deutscher Schriftsteller und Verleger.

## Leben
Klaus Gasseleder wuchs in seiner Geburtsstadt Schweinfurt auf. Ab 1965 studierte er zunächst in Würzburg und Freiburg i. Br. Germanistik und Geschichte. Er unterrichtete von 1972 bis 1991 als Gymnasiallehrer in Bremen.
Nach vorzeitiger Beendigung der Lehrtätigkeit arbeitete er zunächst in Schweinfurt, dann in Bamberg und ab 2002 in Erlangen als freiberuflicher Autor, Herausgeber und Journalist (u. a. für den Bayerischen Rundfunk).
In Erlangen gründete er 2008 den Wildleser-Verlag (Veröffentlichungen von Texten u. a. von Eckhard Henscheid, Richard Wall, Jean Paul, Robert Musil, Friedrich Rückert) sowie die Zeitschrift „Der Wildleser“, die 2017 von der Literaturzeitschrift „Wildleser-Almanach. Literarisches Panoptikum“ abgelöst wurde.

## Veröffentlichungen (Auswahl)
- Belletristik
  - Vom Meefischä unn seinä Fraa unn annere grimmichä Märchen. Schweinfurt, 1985.
  - widdä dähemm, Gedichte und Szenen in fränkischer Mundart. Frank & frei, Volkach, 1992.
  - Eichendli iss die schönsd Heimad för mi nou immä dar Wääch – Gedichte, Glossen, Geschichten in fränkischer Mundart. Frank & frei, Volkach, 1995.
  - Der Weg zurück – Tagebuch einer Fußwanderung von Bremen nach Schweinfurt. Rudoph & Enke, Üchtelhausen, 1996.
  - Amaryllis oder: Eine Dichterliebe auf dem Lande. Collibri, Bamberg, 2000.
  - Des Studiendirektors Fälbel und seiner Schüler Studienreise in das Fichtelgebirge & Bericht über eine Fußreise von Hof nach Bayreuth auf  den Spuren einer rothaarigen Schönen. Vetter, Geldersheim, 2000. (Neuausgabe: Zwei Jean-Pauliaden. Bod, Norderstedt, 2012)
  - Den 20. Jänner ging Lenz durchs Gebirg – Wanderungen auf den Spuren der Dichter und ihrer Figuren. Vetter, Geldersheim, 2001. (Neuausgabe: Auf Dichters Rappen – Fuß-Wanderungen auf den Spuren der Dichter und ihrer Figuren. Wildleser, Erlangen, 2011)
  - Fränkische Miniaturen – Poetische Topographien. Collibri, Bamberg, 2002.
  - Der Turmschreiber von Sch – Ein Kleinstadtroman in 12 Monaten. Vetter, Geldersheim, 2003.
  - Bel étage & Souterrain – Ungewöhnliche Blicke auf Franken (mit Thomas Stemmer). Vetter, Geldersheim, 2004.
  - Zwei Gesichter – Chronik einer jüdischen Familie, eines fränkischen Dorfes und eines Weltbades in der ersten Hälfte des Zwanzigsten Jahrhunderts. Vetter, Geldersheim, 2005.
  - Wanderleben – Aus dem Leben eines Wanderarbeiters im mittleren Europa von 1886 bis 1936 – Ein historischer Roman. Wildleser, Erlange, 2009. (Neuausgabe: Bod, Norderstedt, 2014)
  - Wir wird man ein berühmter Autor? und andere Texte über die Liebe und die Schriftstellerei. Bod, Norderstedt, 2012.
  - Abenberger Alphabet – Eine literarische Heimatkunde. Abenberg, 2014.
  - Guuchlhupfn – Gedichte in fränkischer MundArt. Wildleser, Erlangen, 2014.
  - Die Fadd neis Blaue – Szenen – Dialoge, Glossen, Märchen in fränkischer Mundart. Wildleser, Erlangen, 2015
  - Herr Schall und Herr Rauch – Kurze Prosa. Wildleser, Erlangen, 2015
  - Wenn ich ein Gedicht doch wär ... Gereimtes. Wildleser, Erlangen, 2015.
  - Dandaradei –  Das Beste aus 30 Jahren Poetisierens im unterfränkischen Dialekt. Baff-Records, Mönchstockheim, 2017.
  - Unnäwechs aufgeleseen. Ein Dialekt-Gedicht-Bilderbuch. Wildleser, Erlangen 2022

- Sachbuch (Auswahl)
  - Auf Goethes Spuren in Böhmen – Handreichungen für eine literarische Reise. Vetter, Geldersheim, 1999.
  - Literatourland Franken – Mit Dichtern unterwegs. Ars vivendi, Cadolzburg, 2000.
  - Zwischen Kuhschnappel und der Thebaischen Wüste – Neue Blicke auf die Literatur in Franken. Vetter, Geldersheim, 2007.
  - Spaziergänge durch das Franken der Literaten und Künstler – Erlaufen von Thomas Kraft und Klaus Gasseleder für die Arche. 2008.
  - Mein Rückert. Wildleser, Erlangen, 2016
  - Heimat Speech. Abgesänge an Heimat, Identität, Regionalismus und Dialektliteratur. Wildleser, Erlangen, 2018
  - Fränkische Momente. Wege-Orte-Personen Wildleser, Erlangen, 2018

- Herausgebertätigkeit (Auswahl)
  - Oskar Panizza: Fränkische Erzählungen. Kleebaum, Bamberg, 2003.
  - Europa erlesen – Franken. Wieser, Klagenfurt, 2011.
  - Suchen und Erlangen – Texte über Erlangen (mit J. Wilkes). Moneau, Erlangen, 2012.
  - Der Wildleser – Eine Text-Bild-Zeitschrift für Skeptiker und Selbstdenker 1-12. Wildleser, Erlangen, 2009–2016.
  - Wildleser-Almanach, Ein literarisches Panoptikum. Wildleser, Erlangen, 2017–2024 f.[3]
  - Friedrich Rückert: Der Dichter ist ein Akrobat. Reimgedichtee, Sprachspiele, Satiren. Wildleser. Erlangen 2021

## Auszeichnungen
- 2013: Turmschreiber von Abenberg.
- 2003: 2. Preis beim Dorstener Lyrikpreis
- 1999: Stipendium des Künstlerhauses Soltau[4]

## Mitgliedschaften
- Verband der Schriftsteller in den IG Medien (VS)
- Internationales Dialektinstitut IDI,
- Neue Gesellschaft für Literatur, Erlangen
- Rückert-Gesellschaft, Schweinfurt
- Erlanger Rückertkreis[5]